# 10e cérémonie des International Film Music Critics Association Awards
La 10e cérémonie des International Film Music Critics Association Awards (IFMCA Awards), décernés par l'International Film Music Critics Association, a lieu en février 2010 et récompense les bandes originales de films et de séries télévisées sortis en 2009.

## Palmarès
- Bande originale de l'année : Là-haut de Michael Giacchino
- Compositeur de l'année : Michael Giacchino
- Meilleur nouveau compositeur : James Peterson
- Meilleure musique d'un film dramatique : A Single Man d'Abel Korzeniowski
- Meilleure musique d'un film comique : The Informant! de Marvin Hamlisch
- Meilleure musique d'un film d'aventure/action : The Red Canvas de James Peterson
- Meilleure musique d'un film fantastique/de science-fiction : Star Trek de Michael Giacchino
- Meilleure musique d'un film d'horreur/thriller : Drag Me To Hell de Christopher Young
- Meilleure musique d'un film d'animation : Là-haut de Michael Giacchino
- Meilleure musique d'un documentaire : Home d'Armand Amar
- Titre de l'année : Concerto To Hell issu de Drag Me To Hell de Christopher Young
- Meilleure musique d'une série télévisée : Battlestar Galactica (saison 4.5) de Bear McCreary
- Meilleure musique d'un jeu vidéo ou d'un média interactif : Harry Potter et le Prince de sang-mêlé de James Hannigan[1]